# بيجن ذوالفقارنسب
بيجن ذوالفقارنسب (بالفارسية: بیژن ذوالفقارنسب)، من مواليد 7 يونيو 1949م من مدينة سنندج الكردية، وهو لاعب كرة قدم إيراني من أهل السنة والجماعة، بدأ حياته الرياضية مع نادي باس الإيراني سنة 1970 ، وفي سنة 1974م لعب مع نادي برسبوليس الإيراني إلى سنة 1979م، ولعب مع المنتخب الإيراني من عام 1973 إلى عام 1977م وشارك 13 مباراة ولم يسجل هدف، وشارك في كأس آسيا سنة 1976م في إيران وشارك في نفس العام لدورة الألعاب الصيفية الأولمبية، وبدأ سيرته التدريبية سنة 1979م وانهى سنة 2009م.